# Demsin
Demsin là một đô thị thuộc huyện Jerichower Land, bang Sachsen-Anhalt, Đức. Đô thị Demsin có diện tích 22,35 km², dân số thời điểm ngày 31 tháng 12 năm 2006 là 382 người.